# Pomezná (hrad)

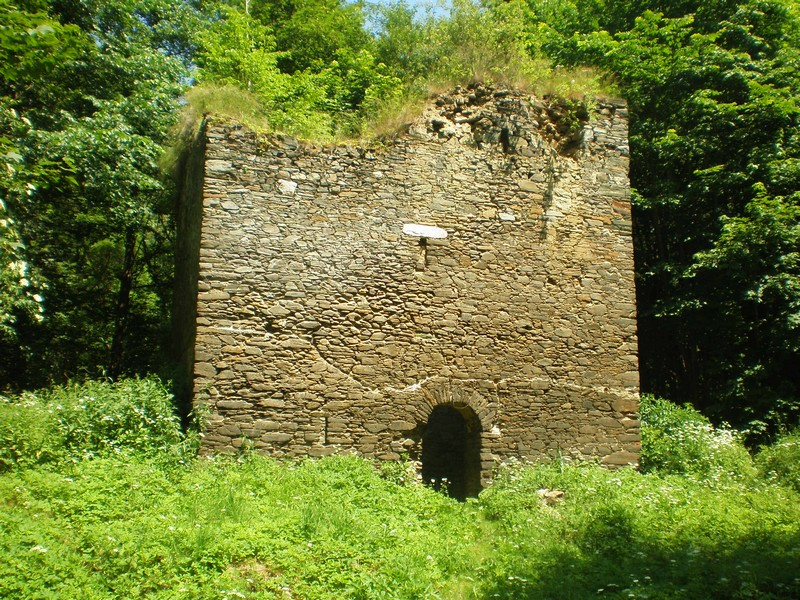
Stav v červnu 2010

Pomezná (německy: Markhausen) je zřícenina tvrze, původně hradu ze 14. století (2. poloviny 15. století), nacházející se 9 kilometrů severozápadně od Chebu v Karlovarském kraji na břehu přehradní nádrže Skalka. Její zbytky byly v roce 1963 zapsány jako kulturní památka České republiky.

## Historie
Vesnice Pomezná se zmiňuje už v roce 1225, ale samotný hrad až v roce 1309. V roce 1348 ho získali Sparneckové, a v roce 1417 byl napaden a pobořen norimberskými vojsky. Později hrad získali Paulsdorfové, za jejichž držení byl hrad zničen. Zůstala jen čtyřhranná věž, jež byla základem pro stavbu tvrze v polovině 16. století. Tato tvrz byla později přestavěna na mlýn. 
Po roce 1950 se Pomezná dostala do zakázaného pásma a vesnice zanikla. Na místě dnes stojí jen původní čtyřhranná věž bývalé tvrze.
Majitel Petr Jaška, jehož prarodiče zbytky tvrze koupili spolu s chalupou, se snaží věž tvrze zrekonstruovat do původní podoby. První záchranné práce začaly již roku 2015. Během dvou let do roku 2018 dorovnal výšku zdiva do původní výšky a vybudoval provizorní nízkou střechu, pod níž chce nechat stavbu dva roky vysychat. Mezitím se chce pustit do spárování a výhledově vybudovat repliku původní vysoké, několikapatrové střechy kryté pálenými taškami. V mezidobí plánuje se věnovat sousednímu stavení, jehož základy odkryl archeologický průzkum. Na jeho půdoryse chce vybudovat muzeum lokality a zaniklé vsi, ve spolupráci s Národním památkovým ústavem a Muzeem Cheb.

## Popis
Jedná se o podsklepenou třípodlažní stavu vyzděnou z lomového kamene. Objekt zachovalé věže náležel dříve většímu areálu, který nejpozději v 17. století ztratil rezidenční funkci.

## Přístup
K Pomezné je možné dostat se z Chebu po červené turistické značce nebo po cyklistické trase 2063.